# Бауыржан (благотворительный фонд)
Благотворительный фонд Бауыржан — казахстанский благотворительный фонд. Офис исполнительной дирекции находится в городе Алматы. Имеются филиалы в городах Астана и Семипалатинск. Основатель фонда — Омарбекова Жулдыз Кажикеновна.

## История фонда
Благотворительный фонд «Бауыржан» — некоммерческая благотворительная организация. Общественный фонд "Благотворительный фонд «Бауыржан» зарегистрирован 1 октября 2004 года. Фонд является общественной неправительственной организацией, не преследующей политические и коммерческие цели. Фонд создает благоприятные условия для развития филантропии в Казахстане, оказывает содействие НПО и тем, кто их поддерживает — меценатам и благотворителям. Благотворительный Фонд «Бауыржан» входит в десятку самых крупных фондов Казахстана.

## Миссия фонда
Развитие благотворительности как социального института.

## Цели фонда
- Содействие развитию неправительственного сектора в Казахстане;
- Утверждение в обществе милосердия, гуманизма и бескорыстной взаимопомощи, усиления заботы об условиях жизни и здоровья граждан;
- Развитие корпоративной филантропии;
- Привлечение общественности, отечественных и иностранных организаций к социальным проблемам общества с целью оказания им необходимой помощи;
- Объединение усилий НПО Казахстана.

## Акции и долгосрочные программы фонда
Благотворительный фонд «Бауыржан» проводит различного рода проекты:
- «Алтын Журек» (Золотое сердце) — Ежегодная Национальная Общественная премия в области благотворительности. По задумке организаторов проект должен послужить толчком к развитию благотворительности в Казахстане и популяризации идей меценатства и филантропии.
- «Подари надежду» — ежегодная акция, основная цель которой — пополнить книжный фонд тюремных библиотек. Одним из основных направлений этого проекта является духовная и моральная поддержка людей, находящихся в местах лишения свободы.
- Журнал «Демеу» (Поддержка)- печатное издание, целью которого является развитие благотворительности в Казахстане.
- «Самғау» (Взлёт)- Ежегодная Общественная Премия за выдающиеся достижения людей с ограниченными возможностями в области культуры, спорта, образования и общественной деятельности в Республике Казахстан проводимая 3 декабря на Международный день инвалидов.
- «MIC» — конкурс фестиваль по развитию социальной рекламы в Республике Казахстан.
- «Быть счастливым просто» — проект по взятию детей-сирот на патронат. Основная цель которого — предоставление возможности ребенку почувствовать себя счастливым в окружении членов семьи.
- «Твой выбор» — проект по предотвращению курения среди несовершеннолетних. «Мы не продаем табачную продукцию лицам до 18 лет» — под таким девизом с 2011 года стартовало республиканское движение «Твой выбор», которое стремится донести до народа, насколько важно соблюдать закон и как нарушения влияет на формирование общества.
- «Твой день, донор» — акция по сбору донорской крови, проводимая с 20 апреля по 19 мая. Цель акции: привлечение внимание социума к проблеме донорства крови и собрать 1000 литров крови для работы Центров крови по обеспечению населения донорской кровью.
- «Навстречу мечте»! — Республиканский чемпионат по футболу среди детей-сирот и детей, оставшихся без попечения родителей. В 2013 году впервые в Казахстане состоялся республиканский чемпионат по футболу среди детей-сирот «Навстречу мечте». Всего в турнире принимали участие воспитанники детских домов от 11 до 16 лет, в общем 18 команд из разных уголков страны. Победителем соревнования стала команда «Есиль» из одноименного города, что в Акмолинской области. 15 ребят получили возможность посетить футбольный клуб «Барселона» и знаменитый стадион «Камп Ноу». В 2014 году воспитанники детского дома № 1 из Алматинской области побывали в академии футбольного клуба «Милан», где встретились с главным тренером клуба Филиппо Индзаги и игроками команды. В 2015 году победителем стала команда из детского дома города Караганды, которая посетила футбольный клуб Бавария Мюнхен. В 2016 году воспитанники Костанайского областного детского дома посетили тренировочную базу футбольного клуба «Атлетико». Во время поездки ребята побывали на стадионе «Висенте Кальдерон», музее «Атлетико Мадрид», а также встретились с такими известными игроками клуба, как Фернандо Торрес, Антуан Гризман, Феррейра Карраско и другими. В 2017 году футбольная команда воспитанников карагандинского детского дома «Таншолпан», одержавшая победу на ежегодном футбольном турнире «Навстречу мечте», посетила Лондон, побывав в клубе «Челси» и встретилась с игроками английской команды. В 2018 году воспитанники детского дома из Семея посетили столицу Франции и футбольный клуб «Пари-Сен-Жермен» (ПСЖ). В 2019 году команда «Тулпар» из Тараза выиграла получив возможность посетить легендарный стадион «Сантьягу Бернабеу» и футбольный клуб «Реал Мадрид».
- Проект «Страна, любящая детей». В 2013 году стартовал республиканский проект по благоустройству частных неблагополучных жилых массивов и социальных учреждений детскими площадками.
- Проект «Наш выбор». В 2013 году к движению «Твой выбор» присоединилась компания «Эфес Казахстан», предложив проект в рамках корпоративной социальной ответственности против вождения автомобиля в нетрезвом состоянии.
- «Как открыть благотворительный фонд и сделать его успешным?» — книга для тех, кто хочет посвятить свою жизнь благотворительности.
- Международная научно-практическая конференция «Благотворительность в Казахстане». Международная научно-практическая Конференция «Благотворительность в Казахстане» проводится Благотворительным Фондом «Бауыржан» с 2010 года.
- Программа «Жакынына жардемдес» (Помоги ближнему). Проект «Жакынына-Жардемдес» был задуман в марте 2004 году, но впервые передача вышла в эфир канала «31» 17 марта 2006 года, и в самый короткий срок стала одной из любимых программ для тысяч телезрителей из разных слоев общества. «Жакынына жардемдес» стал первым проектом данного жанра на казахстанском телевидении, за что был награждён премией академии журналистики «Алтын Жулдыз» (Золотая Звезда) в 2007 году. За два года существования проекта творческий коллектив помог более 100 героям, была собрана сумма свыше 40 000 000 тенге.
- «Kitapfest»-ежегодный фестиваль книг.
- «Daraboz» (Выдающийся) — ежегодный конкурс писателей книг.
- Турнир по настольному теннису «Пинг-Понг Ханшайымы» (Принцесса Пинг-Понга). Победители которого посещают академию тенниса Китая.
- В год празднования юбилея казахского поэта Абая Кунанбаева совместно с ОФ «Дети рисуют мир» впервые презентовали в Казахстане переиздание поэмы «Слова назидания» на казахском и русском языках. Уникальность нового издания книги состоит в том, что впервые произведение Абая, иллюстрированно рисунками детей, победителей республиканского конкурса проходившего в Казахстане с февраль по май 2020 года.   Всего в издание знаменитой поэмы Абая вошли 90 детских рисунков, 45 из которых, являются иллюстрацией к каждой из 45 глав «Слов назидания» и раскрывают её философский смысл. Помимо рисунков победителей, в книгу «Слова назидания» вошли и портреты поэта, которые дети рисовали по собственной инициативе.